# Sex Pistols
Sex Pistols là một ban nhạc punk rock của Anh thành lập tại Luân Đôn vào năm 1975. Họ là người khởi xướng phong trào punk tại Vương quốc Anh và truyền cảm hứng cho hàng loạt nghệ sĩ punk và alternative rock sau này. Mặc dù sự nghiệp ban đầu của họ kéo dài chỉ hai năm rưỡi và chỉ sản xuất được bốn single và một album phòng thu, Never Mind the Bollocks, Here's the Sex Pistols, Sex Pistols được coi là một trong những ban nhạc có ảnh hưởng nhất trong lịch sử nhạc đại chúng.
Sex Pistols thuở ban đầu gồm giọng ca chính Johnny Rotten (John Lydon), nhạc công guitar Steve Jones, tay trống Paul Cook và nhạc công guitar bass Glen Matlock. Matlock được Sid Vicious thay thế vào đầu năm 1977. Dưới sự quản lý của Malcolm McLaren, ban nhạc đã thu hút nhiều cuộc tranh luận, khiến nước Anh vừa say đắm vừa kinh hoàng. Thông qua cuộc phỏng vấn tục tĩu trên truyền hình vào tháng 12 năm 1976 và đĩa đơn "God Save the Queen" ra mắt tháng 5 năm 1977, công kích những chuẩn mực xã hội và sự tôn kính của Vương quốc Anh đối với Hoàng gia, họ đã thúc đẩy phong trào punk rock.
Tháng 1 năm 1978, sau khi kết thúc chuyến lưu diễn ồn ào và hỗn loạn tại Hoa Kỳ, Rotten tuyên bố chia tay ban nhạc. Trong vài tháng tiếp theo, ba thành viên còn lại của ban nhạc đã thu âm các bài hát cho bộ phim điện ảnh của McLaren về câu chuyện của Sex Pistols, The Great Rock 'n' Roll Swindle. Vicious chết vì dùng quá liều heroin vào tháng 2 năm 1979, sau khi bị bắt vì tội giết bạn gái.
Rotten, Jones, Cook và Matlock đã tái hợp trong một chuyến lưu diễn vào năm 1996. Ngày 24 tháng 2 năm 2006, Sex Pistols - gồm bốn thành viên ban đầu cộng với Vicious - được vinh danh tại Đại sảnh Danh vọng Rock and Roll, nhưng họ từ chối tham gia buổi lễ, gọi đại sảnh danh vọng là "bãi nước đái".

## Lịch sử

### Thành lập và những ngày đầu
Sex Pistols vốn được phát triển từ the Strand, một ban nhạc ở Luân Đôn được thành lập vào năm 1972 gồm những thiếu niên thuộc tầng lớp lao động là Steve Jones - hát, Paul Cook - chơi trống và Wally Nightingale - chơi guitar. Theo lời của Jones sau này thì cả anh và Cook đều đã chơi những nhạc cụ mà họ đánh cắp được. Đội hình ban đầu của the Strand, đôi khi được biết đến với tên gọi Swanker, cũng bao gồm cả Jim Mackin chơi organ và Stephen Hayes (và sau này, một thời  gian ngắn là Del Noones) chơi bass. Các thành viên ban nhạc thường xuyên qua lại hai cửa hàng quần áo nằm trên đường King's Road tại Chelsea, London là: Acme Attractions của John Krivine và Steph Raynor (nơi Don Letts làm quản lí) và Too Fast to Live, Too Young to Die của Malcolm McLaren và Vivienne Westwood. Cửa hàng của McLaren–Westwood được mở cửa vào năm 1971 dưới tên Let It Rock, với chủ đề Teddy Boy được hồi sinh vào những năm 1950. Nó đã được đổi tên vào năm 1972 để tập trung vào một trào lưu mới hồi sinh khác - những rocker gắn liền với Marlon Brando. Như những gì John Lydon quan sát được sau đó thì "Malcolm và Vivienne thực sự là một cặp đôi vô lương tâm: họ sẽ bán bất cứ thứ gì cho bất cứ trào lưu nào mà họ nắm bắt được." Cửa hàng này đã trở thành tâm điểm trong bối cảnh punk, tập hợp những thành viên tương lai như  Sid Vicious, Marco Pirroni, Gene October, và Mark Stewart, cùng nhiều người khác. Jordan, một người bán hàng với phong cách hoang dã, được ghi nhận là đã "thuận tay mở đường cho phong cách punk".
Đầu năm 1974, Jones đề nghị McLaren quản lí the Strand. Với việc trở thành quản lí của ban nhạc, McLaren đã chi trả cho không gian diễn tập chính thức đầu tiên của họ. Glen Matlock, một sinh viên nghệ thuật thỉnh thoảng làm việc tại Too Fast to Live, Too Young to Die, được tuyển làm tay bass cho ban nhạc. Vào tháng 11, McLaren phải tạm thời chuyển tới Thành phố New York. Trước khi ra đi, McLaren và Westwood đã nghĩ ra một danh tính mới cho cửa hàng của họ: họ đã đổi tên nó thành Sex, chuyển trọng tâm từ thời trang retro sang "phản thời trang" lấy cảm hứng từ S&M, với lời quảng cáo "Chuyên về trang phục cao su, trang phục khêu gợi và trang phục sân khấu". Sau khi quản lí và quảng bá cho the New York Dolls một cách không chính thức trong vài tháng, McLaren trở lại Luân Đôn vào tháng 5 năm 1975. Được truyền cảm hứng từ bối cảnh punk đang nổi lên ở Lower Manhattan, đặc biệt là phong cách và thái độ cấp tiến của Richard Hell, rồi Television, McLaren bắt đầu quan tâm nhiều hơn đến the Strand.
Ban nhạc được tập luyện thường xuyên dưới sự giám sát của Bernard Rhodes - một người bạn của McLaren, và có buổi diễn công khai đầu tiên. Không lâu sau khi McLaren trở về, Nightingale bị đuổi khỏi ban nhạc, còn Jones, cảm thấy không thoải mái khi phải đứng đầu, đã tiếp quản vị trí chơi guitar. Theo Phil Strongman - một phóng viên, cũng đồng thời là cựu nhân viên của McLaren, ban nhạc đã sử dụng tên QT Jones and the Sex Pistols (hoặc QT Jones & His Sex Pistols, như trên một chiếc áo phông do Rhodes thiết kế) trong khoảng thời gian này. McLaren đã nói chuyện với Sylvain Sylvain của the New York Dolls về việc tới Anh để đứng đầu ban nhạc. Khi những kế hoạch đó thất bại, McLaren, Rhodes và ban nhạc bắt đầu tìm kiếm một thành viên mới tại địa phương để đảm nhiệm vị trí hát chính. Như miêu tả của Matlock thì "Tất cả mọi người đều có mái tóc dài, ngay cả người bán sữa cũng thế, vậy nên việc chúng tôi từng làm là nếu có ai đó tóc ngắn thì chặn họ lại ngay trên đường và hỏi xem họ có phải là ca sĩ không.". Chẳng hạn như, cựu ca sĩ của ban nhạc Slik và người đứng đầu Ultravox trong tương lai - Midge Ure tuyên bố đã từng gặp McLaren, nhưng từ chối lời đề nghị. Khi cuộc tìm kiếm không đi tới đâu, McLaren đã thực hiện nhiều cuộc gọi tới Richard Hell nhưng lời mời cũng bị bác bỏ.

### John Lydon tham gia ban nhạc
Tháng 8 năm 1975, Rhodes phát hiện ra John Lydon, mười chín tuổi, khách quen trên đường King's Road, mặc một chiếc áo phông Pink Floyd với dòng chữ I Hate (Tôi Ghét) viết tay phía trên tên ban nhạc và vài vết trầy trên mắt. Các báo cáo đều chỉ ra rằng: vào cùng ngày hôm đó, hoặc ngay hôm sau, hoặc Rhodes hoặc McLaren đã đề nghị Lydon đến một quán rượu gần đó vào buổi tối để gặp Jones và Cook. Theo lời Jones, "Cậu ấy bước vào với mái tóc màu xanh lá cây. Tôi đã nghĩ cậu ấy có gương mặt thật thú vị. Tôi thích vẻ ngoài của cậu ấy. Cậu ấy có một cái áo phông 'I Hate Pink Floyd', và nó được gắn với nhau bằng ghim an toàn. John có gì đó rất đặc biệt, nhưng khi cậu ấy bắt đầu nói, thì cậu ấy là một tên khốn đích thực, được cái thông minh." Khi quán rượu đóng cửa, cả nhóm chuyển tới Sex, nơi Lydon, người vốn ít nghĩ đến việc ca hát, bị thuyết phục hát thử bài "I'm Eighteen" của Alice Cooper trên máy hát tự động của cửa hàng. Mặc dù màn trình diễn khiến các thành viên ban nhạc bật cười, McLaren thuyết phục họ bắt đầu luyện tập với Lydon.
Lydon sau đó đã miêu tả bối cảnh xã hội khi ban nhạc đến với nhau như sau:

Nước Anh đầu những năm 70 là một nơi rất buồn tẻ. Nó hoàn toàn kiệt quệ, rác đầy trên đường phố, toàn thất nghiệp - hầu hết mọi người đều tham gia bãi công. Hết thảy được dạy dỗ trong một hệ thống giáo dục nơi người ta nói thẳng với bạn rằng nếu bạn đến từ sai phía của con đường... thì bạn chẳng có hi vọng gì trong địa ngục này, cũng như không có triển vọng sự nghiệp nào cả. Bước ra khỏi đó là một tôi đầy kiêu ngạo, Sex Pistols và sau đấy là một loạt những tên bất tài bắt chước chúng tôi.

Phóng viên Nick Kent của New Musical Express (NME) thỉnh thoảng bám chặt lấy ban nhạc, nhưng đã phải rời đi khi Lydon được tuyển vào nhóm. "Khi tôi tới, tôi đã nhìn anh ta và nói, 'Không. Điều đó phải ra đi,'" Lydon giải thích sau đó. "Kể từ đó, anh ta không bao giờ viết tốt về tôi nữa." Vào tháng 9, McLaren lại giúp thuê một không gian diễn tập riêng cho nhóm, vốn vẫn tập luyện trong quán rượu. Cook, người đã phải miễn cưỡng từ bỏ công việc toàn thời gian của mình, than phiền về việc đó. Theo miêu tả của Matlock sau này, Cook đã "tạo ra một màn hỏa mù" khi tuyên bố Jones không đủ giỏi để làm tay guitar duy nhất của ban nhạc. Một quảng cáo được đặt ở Melody Maker để tìm một "tay guitar Whizz Kid. Dưới 20. Không xấu trai hơn Johnny Thunders" (ám chỉ một thành viên hàng đầu trong làng nhạc punk New York). Hầu hết những người tham gia dự tuyển không đủ năng lực, nhưng theo quan điểm của McLaren, quá trình này đã tạo ra một cảm giác gắn kết mới giữa bốn thành viên trong ban nhạc. Steve New, người được coi là một tay guitar tài năng đã thử sức và ban nhạc mời anh tham gia. Tuy nhiên, Jones đã tiến bộ nhanh chóng, và thứ âm thanh mà nhóm đang phát triển không có chỗ cho công việc dẫn dắt kĩ thuật mà New rất giỏi. Do đó, anh rời đi sau một tháng.
Lydon bị Jones đặt cho tên mới là "Johnny Rotten", dường như do cách vệ sinh răng miệng tồi tệ của mình. Ban nhạc cũng tìm một cái tên. Sau khi xem xét các lựa chọn như Le Bomb, Subterraneans, the Damned, Beyond, Teenage Novel, Kid Gladlove, và Crème de la Crème, họ quyết định chọn Sex Pistols — dạng rút ngắn của cái tên mà họ đã dùng một cách không chính thức. Sau này, McLaren cho biết cái tên bắt nguồn "từ ý tưởng về một khẩu súng lục, một pin-up, một thứ trẻ trung, một sát thủ đẹp mã". Không hề khiêm tốn, đầy sai trái hay nói cách khác, ông thêm: "[Tôi] đã đưa ra ý tưởng về một ban nhạc gồm những đứa trẻ có thể bị coi là hư." Nhóm bắt đầu viết những tác phẩm gốc: Rotten viết lời và Matlock là người viết nhạc chính (mặc dù tác phẩm hợp tác đầu tiên của họ, "Pretty Vacant", có phần lời được viết bởi Matlock, với Rotten điều chỉnh chút ít); sự ghi nhận chính thức được chia đều cho cả bốn người.

Sex Pistols cuối năm 1978; Trái qua phải: Rotten, Matlock, Jones, và Cook

Buổi diễn theo hợp đồng đầu tiên của họ được sắp xếp bởi Matlock, người đang học tại Đại học Saint Martins. Ban nhạc đã chơi tại trường vào ngày 6 tháng 11 năm 1975, với sự hỗ trợ từ một nhóm pub rock gọi là Bazooka Joe, cho phép ban nhạc sử dụng amply và trống của họ. Sex Pistols đã trình diễn một số bài hát lại, gồm "Substitute" của the Who, "Whatcha Gonna Do About It" của Small Faces, và "(I'm Not Your) Steppin' Stone", bài hát nổi tiếng của the Monkees; theo những người theo dõi, họ chẳng nổi bật về âm nhạc mà chỉ cực kì ồn ào. Trước khi Pistols có thể chơi một vài bài hát gốc đã viết, Bazooka Joe đã rút phích cắm khi họ thấy thiết bị của họ bị hỏng. Một cuộc cãi vã ngắn giữa thành viên hai ban nhạc đã diễn ra trên sân khấu.

### Tạo dựng một nhóm người ủng hộ
Buổi biểu diễn tại Saint Martins được tiếp nối bởi nhiều buổi diễn khác tại các trường đại học và trường nghệ thuật quanh Luân Đôn. Nhóm người theo dõi cốt lõi của Sex Pistols bao gồm Siouxsie Sioux, Steven Severin và Billy Idol, những người cuối cùng đã thành lập những ban nhạc của riêng mình, cũng như Jordan và Soo Catwoman—được biết tới với cái tên Bromley Contingent, phỏng theo vùng ngoại ô nơi họ sống. Phong cách thời trang tiên phong của họ, phần lớn được chu cấp bởi Sex, đã tạo ra một xu hướng được chấp nhận rộng rãi bởi những người hâm mộ mới bị thu hút bởi ban nhạc. McLaren và Westwood đã xem phong trào punk ở Luân Đôn như một phương tiện truyền bá hơn là một dòng thời trang cao cấp đơn thuần. Cả hai đều bị quyến rũ bởi cuộc nổi dậy tháng Năm năm 1968 tại Pháp, đặc biệt là ở hệ tư tưởng và sự chống đối của những thười theo chủ nghĩa tình huống, cũng như tư tưởng vô chính phủ của Buenaventura Durruti và nhiều người khác.

Đội hình gốc của Sex Pistols, đầu năm 1976. Trái qua phải: Rotten, Jones, Matlock và Cook.

Những sở thích này được chia sẻ với Jamie Reid, một người bạn cũ của McLaren, người đã bắt đầu sản xuất công khai các sản phẩm cho Sex Pistols vào mùa xuân năm 1976. Những kí tự cắt ghép được sử dụng để tạo ra logo Sex Pistols cổ điển và nhiều thiết kế tiếp theo cho ban nhạc được đưa ra bởi Helen Wallington-Lloyd - bạn của McLaren. "Chúng tôi từng nói với John [Lydon] rất nhiều về những người theo chủ nghĩa tình huống," Reid nói. "Sex Pistols dường như là phương tiện hoàn hảo để truyền đạt ý tưởng một cách trực tiếp tới những người đã không tiếp nhận được thông điệp từ phe cánh tả." McLaren cũng sắp xếp buổi chụp hình đầu tiên của ban nhạc trong thời gian này. Theo miêu tả của nhà sử học âm nhạc Jon Savage, "Với mái tóc màu xanh lá cây, dáng đứng khom lưng và bề ngoài rách rưới, [Lydon] trông như sự pha trộn giữa Uriah Heep và Richard Hell."
Phần trình diễn đầu tiên của Sex Pistols với mục đích thu hút sự chú ý rộng rãi của công chúng là một tiết mục ủng hộ cho Eddie and the Hot Rods, nhóm  pub rock hàng đầu lúc đó, tại Marquee vào ngày 12 tháng 2 năm 1976. Rotten "đã thực sự mở rộng những giới hạn về trình diễn khi bước ra khỏi sân khấu, ngồi cùng với khán giả, đẩy Jordan ngang qua sàn nhảy và ném ghế lung tung, trước khi đập phá một vài thiết bị của Eddie and the Hot Rods." Bài đánh giá đầu tiên về ban nhạc xuất hiện trên NME, kèm theo một bài phỏng vấn ngắn trong đó Steve Jones tuyên bố, "Thật ra chúng tôi không say mê âm nhạc. Chúng tôi say mê sự hỗn loạn." Trong số những người đọc bài báo có hai sinh viên Học viện Công nghệ Bolton là Howard Devoto và Pete Shelley, họ đã tới Luân Đôn để tìm Sex Pistols. Sau khi trò chuyện với McLaren tại Sex, họ đã thấy ban nhạc trong hai buổi diễn vào cuối tháng 2. Hai người bạn lập tức bắt đầu tổ chức một nhóm phong cách Pistols của riêng mình, tên là Buzzcocks. Sau này, Devoto đã nói rằng, "Cuộc đời tôi đã thay đổi kể từ khoảng khắc tôi nhìn thấy Sex Pistols."
Sex Pistols sớm chơi ở các địa điểm quan trọng khác, với màn ra mắt tại 100 Club ở Oxford Street vào ngày 30 tháng 3. Vào ngày 3 tháng 4, họ đã lần đầu tiên chơi tại Nashville, hỗ trợ cho the 101ers. Ca sĩ chính của nhóm pub rock, Joe Strummer, đã lần đầu thấy Sex Pistols vào đêm hôm đó—và công nhận punk rock chính là tương lai. Một buổi biểu diễn trở lại tại Nashville ngày 23 tháng 4 đã chứng minh khả năng âm nhạc ngày càng tăng của ban nhạc, nhưng vẫn còn thiếu một tia lửa. Westwood đã tạo ra nó bằng việc xúi bẩy, tạo ra một cuộc chiến với khán giả khác; McLaren và Rotten nhanh chóng tham gia vào cuộc hỗn chiến. Cook sau đó đã nói, "Cuộc chiến tại Nashville: đó là khi mọi sự công khai đều nắm lấy nó và bạo lực bắt đầu lan rộng... Tôi nghĩ mọi người đều đã sẵn sàng đi và chúng tôi chính là chất xúc tác." Sex Pistols sau đó bị cấm tại cả Nashville lẫn Marquee.
Ngày 23 tháng 4, album ra mắt của ban nhạc punk rock hàng đầu tại New York, Ramones, được phát hành. Mặc dù nó được coi như một sự thúc đẩy cho sự phát triển của punk rock tại Anh và các nơi khác, Lydon nhiều lần phủ nhận bất kì sự ám chỉ nào cho rằng nó ảnh hưởng đến Sex Pistols: "[The Ramones] đều để tóc dài và chẳng hề khiến tôi thấy hứng thú. Tôi không thích hình ảnh của họ, những gì họ đại diện cho, hay bất cứ thứ gì về họ"; "Họ vui nhộn nhưng bạn chỉ có thể đi đến mức 'duh-dur-dur-duh' mà thôi. Tôi đã nghe nó. Tiếp. Chuyển nào."  Ngày 11 tháng 5, Sex Pistols bắt đầu đợt diễn bốn tuần liên tiếp vào các tối thứ ba tại 100 Club. Họ dành phần còn lại của tháng để lưu diễn tại các thành phố nhỏ và các thị trấn ở miền bắc nước Anh, cũng như thu âm các bản demo tại Luân Đôn với nhà sản xuất, nghệ sĩ thu âm Chris Spedding. Tháng tiếp đó, họ biểu diễn buổi đầu tiên tại Manchester, theo sắp xếp của Devoto và Shelley. Buổi biểu diễn ngày 4 tháng 6 của Sex Pistols tại Lesser Free Trade Hall đã tạo ra một sự bùng nổ punk rock trong thành phố.
Ngày 4 và 6 tháng 7, lần lượt hai nhóm nhạc punk rock mới lập tại Luân Đôn là the Clash—với Strummer hát chính—và the Damned, đã có màn ra mắt trực tiếp mở màn cho Sex Pistols. Vào đêm nghỉ giữa hai buổi diễn, Sex Pistols (mặc dù Lydon đã bày tỏ sự khinh thường sau đó) đã xuất hiện trong buổi biểu diễn của Ramones tại Dingwalls, như hầu hết những người khác ở trung tâm của làn sóng punk Luân Đôn. Trong lần trở lại Manchester như đã hứa vào ngày 20 tháng 7, Sex Pistols đã trình diễn một bài hát mới, "Anarchy in the U.K.", phản ánh những yếu tố trong hệ tư tưởng cấp tiến mà Rotten được bày cho. Theo Jon Savage, "không mấy nghi ngờ rằng Lydon đã được Vivienne Westwood và Jamie Reid cung cấp chất liệu sáng tác cho, và thay đổi lời bài hát của chính mình sau đó." "Anarchy in the U.K." là một trong bảy bản thu âm gốc ở một buổi demo khác vào tháng đó, được giám sát bởi kĩ thuật viên âm thanh của ban nhạc, Dave Goodman. McLaren đã tổ chức một sự kiện lớn vào ngày 29 tháng 8 tại Screen on the Green ở quận Islington, Luân Đôn: Buzzcocks và The Clash mở màn cho Sex Pistols trong "bài kiểm tra sức mạnh đầu tiên tại thủ đô" của punk. Ba ngày sau, ban nhạc đến Manchester để ghi hình lần đầu tiên xuất hiện trên truyền hình của họ, cho chương trình So It Goes của Tony Wilson. Theo lịch trình, họ chỉ biểu diễn một bài hát duy nhất là "Anarchy in the U.K.", nhưng ban nhạc đã chơi một lèo thêm hai bài khác khi sự hỗn loạn nổ ra trong phòng điều khiển.
Sex Pistols có buổi hòa nhạc đầu tiên ngoài nước Anh vào ngày 3 tháng 9, tại lễ khánh thành vũ trường Chalet du Lac ở Paris. Bromley Contingent đã có một chuyến đi tới đó, và Siouxsie Sioux bị người dân địa phương làm phiền vì bộ trang phục với ngực trần của mình. Hôm sau, phần trình diễn So It Goes lên sóng; khán giá nghe "Anarchy in the U.K." được giới thiệu với một tiếng hét "Bỏ mông cậu ra!" Ngày 13 tháng 9, Sex Pistols bắt đầu chuyến lưu diễn tại Anh. Một tuần sau, trở lại Luân Đôn, họ xuất hiện như một ngôi sao trong đêm mở màn 100 Club Punk Special. Được tổ chức bởi McLaren (người cho rằng từ "lễ hội" (festival) mang quá nhiều nghĩa hippie), sự kiện "được coi như khoảnh khắc xúc tác cho những năm tới." Đánh bật quan niệm thông thường rằng những ban nhạc punk thì không thể chơi nhạc cụ, những bài phê bình âm nhạc đương thời, rồi sau đó là những đánh giá quyết định về bản thu âm buổi hòa nhạc, và sự chứng thực từ những nghệ sĩ đồng nghiệp đều cho thấy Sex Pistols đã phát triển thành một ban nhạc live chặt chẽ, mãnh liệt. Khi Rotten thử nghiệm những phong cách xướng âm hoang dã thì cũng là lúc những thành viên khác trải nghiệm "sự quá tải, phản hồi và méo mó... đẩy các thiết bị đến giới hạn".

### EMI và sự cố Grundy
Vào ngày 8 tháng 10 năm 1976, hãng thu âm lớn EMI đã kí hợp đồng 2 năm với Sex Pistols. Rất nhanh, ban nhạc trở lại phòng thu với một buổi thu phục trang đầy đủ cùng Dave Goodman. Theo mô tả của Matlock sau đó thì, "Ý tưởng là lấy tinh thần của buổi diễn live. Chúng tôi bị gây sức ép phải khiến nó nhanh hơn và nhanh hơn." Những kết quả bừa bãi đã bị ban nhạc từ chối. Chris Thomas, người đã sản xuất Roxy Music và mix The Dark Side of the Moon của Pink Floyd, được đưa về để sản xuất. Đĩa đơn đầu tiên của ban nhạc, "Anarchy in the U.K.", được phát hành vào ngày 26 tháng 11 năm 1976. John Robb—người sắp trở thành nhà đồng sáng lập của The Membranes và sau đó là một phóng viên âm nhạc—đã mô tả tác động của bản thu âm: "Từ những hợp âm mở đầu của Steve Jones, cho tới chất giọng nhạo báng tuyệt vời của Johnny Rotten, bài hát này là một bản tuyên ngôn hoàn hảo... một bản nhạc đầy sức mạnh của nền chính trị punk... một lựa chọn về lối sống, một tuyên ngôn báo hiệu một kỉ nguyên mới". Colin Newman, người vừa đồng sáng lập ban nhạc Wire, đã nghe nó như "tiếng gọi âm vang của một thế hệ."

Bức tranh "Lá cờ vô chính phủ" do Jamie Reid thiết kế.

"Anarchy in the U.K." không phải đĩa đơn nhạc punk đầu tiên ở Anh, vị trí đó thuộc về "New Rose" của The Damned. "We Vibrate" của The Vibrators, một ban nhạc pub rock được thành lập vào đầu năm 1976, cũng có liên quan đến nhạc punk—mặc dù, theo lời Jon Savage, "với mái tóc dài và cái tên khêu gợi nhẹ nhàng, the Vibrators là những vị khách qua đường xa lạ như những người tạo chất punk mà được chú ý vậy." Không giống những bài hát đó, vốn có lời ca dễ chịu theo truyền thống rock 'n' roll, "Anarchy in the U.K." gắn kết punk với một quan điểm mới đậm chất chính trị—lập trường của Sex Pistol là sự buồn bã, phấn khích và hư vô, tất cả cùng lúc. Tiếng thét của Rotten trong "I am an anti-Christ" và "Destroy!" tái sử dụng rock như một loại vũ khí về tư tưởng. Bao bì và phần quảng bá cho đĩa đơn cũng phá vỡ những nền tảng mới. Reid và McLaren đã đưa ra khái niệm bán bản thu âm trong một bao đựng đĩa đen hoàn toàn không có chữ hay điểm gì nổi bật ở trên. Hình ảnh chính liên quan đến đĩa đơn là bức tranh "lá cờ vô chính phủ" của Reid: một lá cờ liên hiệp bị xé toạc và phần nào được gắn lại, với tên bài hát và ban nhạc được gắn dọc theo các cạnh của lỗ hổng ở giữa. Nó và những hình ảnh khác được Reid thiết kế cho Sex Pistols nhanh chóng trở thành biểu tượng của punk.
Cách cư sử của Sex Pistols thu hút sự chú ý của cả nước cũng nhiều như âm nhạc của họ. Ngày 1 tháng 12 năm 1976, ban nhạc và các thành viên của Bromley Contingent đã tạo ra một cơn bão dư luận khi chửi thề trong suốt buổi phát sóng trực tiếp đầu giờ tối của chương trình "Today" thuộc Thames Television. Là sự thay thế vào phút cuối cho một ban nhạc khác của EMI - Queen, những người đã rút khỏi chương trình vì Freddie Mercury có một cuộc hẹn gặp nha sĩ, ban nhạc và đoàn tùy tùng của họ được mời uống nước trong khi chờ lên sóng. Tại buổi phỏng vấn, Jones nói rằng ban nhạc đã "fucking spent" (sử dụng) nhãn hiệu từ trước và Rotten dùng từ "shit" (cứt). Người dẫn chương trình Bill Grundy, vốn trước đó đã tuyên bố là đang say, tham gia vào cuộc đối đáp với Siouxsie Sioux, người nói rằng cô "luôn muốn gặp" anh. Grundy đáp lời, "Thật chứ? Chúng ta sẽ gặp nhau sau, phải không?". Việc này đã gây ra cuộc trao đổi dưới đây giữa Jones và Grundy:
Jones: You dirty sod. You dirty old man.
Grundy: Well keep going, chief, keep going. Go on. You've got another five seconds. Say something outrageous!
Jones: You dirty bastard.
Grundy: Go on, again.
Jones: You dirty fucker.
Grundy: What a clever boy(!)
Jones: What a fucking rotter.
Tạm dịch:
Jones: Mày là thằng khốn. Mày là lão già bẩn thỉu.
Grundy: Nào, tiếp tục đi, trưởng nhóm, tiếp tục đi. Tiếp nào. Cậu còn 5 giây. Nói gì đó ác liệt vào!
Jones: Mày là thằng đáng khinh.
Grundy: Tiếp tục, một lần nữa.
Jones: Mày là thằng ngu bẩn thỉu.
Grundy: Thật là một anh chàng thông minh(!)
Jones: Một thằng vô dụng.

Trang nhất tờ Daily Mirror, ngày 2 tháng 12 năm 1976

Mặc dù chương trình chỉ được phát sóng trong khu vực Luân Đôn, những tranh cãi sau đó đã choán hết các tờ báo khổ nhỏ nhiều ngày liền. Tờ Daily Mirror cho chạy tiêu đề nổi tiếng "The Filth and the Fury!" (Sự tục tĩu và cơn thịnh nộ!); những tờ báo khác như Daily Express ("Fury at Filthy TV Chat" - "Cơn thịnh nộ trước đoạn trò chuyện tục tĩu trên TV") và Daily Telegraph ("4-Letter Words Rock TV" - "Những từ 4-chữ làm rung chuyển TV") nối theo sau. Thames Television đã đình chỉ Grundy và, tuy trở lại với công việc sau đó, buổi phỏng vấn thực sự đã đặt dấu chấm hết cho sự nghiệp của anh ta.
Sự kiện này đã biến Sex Pistols thành cái tên khắp nước Anh ai ai cũng biết, và đặt punk vào tâm điểm chú ý. Sex Pistols bắt đầu Anarchy Tour of the UK, với sự hỗ trợ của the Clash và ban nhạc của Johnny Thunders - the Heartbreakers, đến từ New York. The Damned là một phần của chuyến lưu diễn trong thời gian ngắn, trước khi bị McLarent cấm cửa. Truyền thông đưa tin rất gay gắt, và nhiều buổi diễn bị hủy bỏ bởi nhà tổ chức hoặc chính quyền địa phương; trong số khoảng 20 buổi diễn theo lịch trình, chỉ có chừng 7 buổi thực sự diễn ra. Một cuộc vận động được tiến hành trong đám đông tại miền nam xứ Wales, một nhóm gồm các ca sĩ hát mừng giáng sinh và một nhà thuyết giáo đã phản đối nhóm bên ngoài buổi diễn ở Caerphilly. Những người gói hàng tại nhà máy của EMI từ chối xử lí đĩa đơn của ban nhạc. Ủy viên hội đồng thành phố Luân Đôn, Bernard Brook Partridge bày tỏ ý kiến, "Hầu hết những nhóm nhạc này sẽ trở nên tốt hơn nhiều nếu họ chết bất ngờ. Tôi cho rằng, trong số các nhóm nhạc punk rock hiện nay, nhóm tệ nhất chính là Sex Pistols. Họ kinh tởm đến không thể tin được. Họ là sự đối chọi với nhân loại. Tôi muốn thấy ai đó đào một cái hố rất rất lớn, cực kì sâu và thả toàn bộ cái đống máu me ấy xuống đó."
Sau khi kết thúc chuyến lưu diễn vào cuối tháng 12, ba buổi hòa nhạc đã được sắp xếp tại Hà Lan vào tháng 1 năm 1977. Sớm ngày 4 tháng 1, ban nhạc lên máy bay ở sân bay Heathrow, Luân Đôn trong tình trạng say xỉn; chỉ vài giờ sau, tờ Evening News đưa tin ban nhạc "nôn mửa và khạc nhổ" trong chuyến bay. Bất chấp lời phủ nhận tuyệt đối từ người đại diện hãng EMI hộ tống nhóm, nhãn đĩa này, dưới sức ép chính trị, vẫn phải hủy hợp đồng với ban nhạc. Theo mô tả của một phóng viên sau đó, Sex Pistols đã "nhóm lên sự kinh hoàng về đạo đức... dẫn đến hàng loạt buổi diễn bị hủy, ban nhạc bị đuổi khỏi EMI và tạo ra vô số câu chuyện khủng khiếp về những 'kẻ tôn thờ punk chuyên gây sốc'". Khi McLaren đưa ra lời đề nghị từ các nhãn đĩa khác, ban nhạc đã vào phòng thu thực hiện một loạt ghi âm với Goodman, lần cuối cùng của họ với cả anh lẫn Matlock.

### Sid Vicious gia nhập nhóm

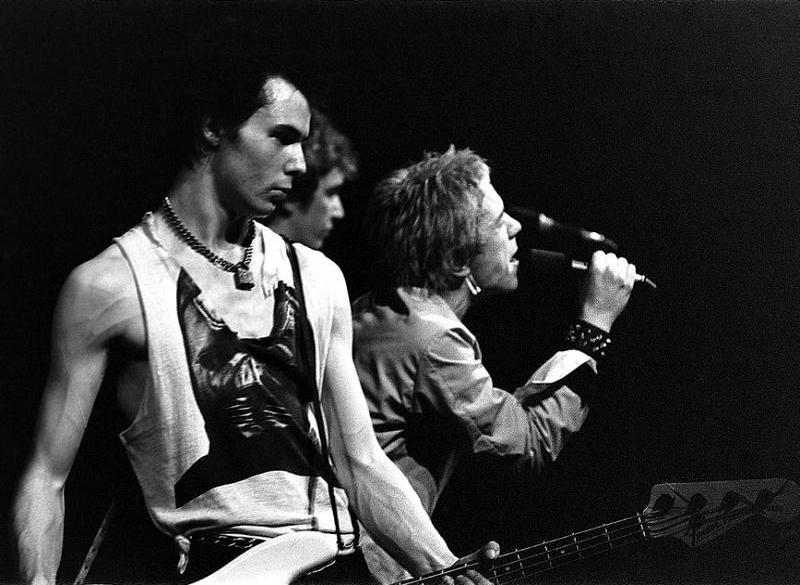
Sex Pistols (Sid Vicious bên trái, Steve Jones ở giữa, và Johnny Rotten bên phải) biểu diễn tại Trondheim, Na Uy, tháng 7 năm 1977

Tháng 2 năm 1977, tin Matlock rời Sex Pistols rò rỉ ra ngoài. Ngày 28 tháng 2, McLaren gửi một bức điện tới NME xác nhận việc chia tay. Anh nói rằng Matlock đã bị "ném ra... bởi vì cậu ta nói quá nhiều về Paul McCartney... Quá nhiều The Beatles." Trong một cuộc phỏng vấn nhiều tháng sau đó, Steve Jones lặp lại lời cáo buộc đó, rằng Matlock bị sa thải vì "thích The Beatles". Nhiều năm sau, Jones đã giải thích chi tiết hơn về vấn đề của ban nhạc với Matlock: "Cậu ấy là một nhạc sĩ giỏi nhưng cậu ấy không giống một Sex Pistol, và cậu ấy luôn rửa chân mình. Mẹ cậu ấy cũng không thích các bài hát." Matlock thì nói với NME rằng anh tự nguyện rời ban nhạc với một "thỏa thuận chung". Về sau, trong cuốn tự truyện của mình, anh kể rằng nguyên nhân chính dẫn đến việc đó là do mối quan hệ ngày càng gay gắt giữa anh và Rotten, và còn trầm trọng hơn—theo giải thích của Matlock—bởi sự thổi phồng quá mức trong cái tôi của Rotten "một khi cậu ta có tên trên báo". Lydon tuyên bố "God Save the Queen", bài hát châm biếm đầy thù địch được lên kế hoạch làm đĩa đơn thứ hai của nhóm, chính là giọt nước tràn li: "[Matlock] không thể thích ứng được với kiểu lời nhạc đó. Cậu ta nói nó thể hiện chúng tôi là những tên phát xít." Mặc dù giọng ca chính hầu như không thấy được chủ nghĩa chống hoàng gia có gì tương tự với chủ nghĩa phát xít, anh vẫn nói, "Chỉ cần tống khứ cậu ta đi là được, tôi không phủ nhận điều đó." Jon Savage cho rằng Rotten đã đẩy Matlock đi để cố chứng tỏ năng lực và sự độc lập khỏi McLaren.  Matlock gần như ngay lập tức thành lập ban nhạc của chính mình, Rich Kids, cùng với Midge Ure, Steve New, và Rusty Egan.
Matlock được thay thế bởi một người bạn của Rotten tự nhận là "fan hâm mộ số một của Sex Pistols" - Sid Vicious. Tên khai sinh John Simon Ritchie, sau đổi thành John Beverley, Vicious từng là tay trống của hai ban nhạc punk, Siouxsie and the Banshees và The Flowers of Romance. Anh cũng được ghi nhận trong phần giới thiệu điệu nhảy pogo cho cảnh ở 100 Club. John Robb cho rằng nó diễn ra tại buổi biểu diễn thường chú đầu tiên của Sex Pistols vào ngày 11 tháng 5 năm 1976; trong khi Matlock tin chắc rằng nó bắt đầu từ đêm thứ hai của sự kiện 100 Club Punk Special vào tháng 9, khi Pistols chơi tại Wales. Theo lời Matlock, Rotten muốn Vicious trong ban nhạc bởi "thay vì chỉ mình cậu ta chống lại Steve và Paul, nó sẽ thành cậu ta và Sid cùng chống lại Steve và Paul. Cậu ta luôn nghĩ về điều đó theo kiểu chia bè phái".
Julien Temple, khi đó là một sinh viên điện ảnh được McLaren đưa vào làm việc cho Sex Pistols để tạo ra một sản phẩm nghe nhìn toàn diện cho ban nhạc, đồng tình: "Sid thực sự giống như người giám hộ của John trong nhóm. Hai người kia chỉ nghĩ cậu ta bị điên." McLaren sau đó nói rằng, ngay từ thuở đầu trong sự nghiệp của ban nhạc, Vivienne Westwood đã nói ông ta nên "nhận anh chàng tên John, người đã tới cửa hàng đôi lần" làm ca sĩ. Khi Johnny Rotten được tuyển vào nhóm, Westwood nói rằng McLaren đã nhầm rồi: "ông ấy đã nhận lầm John." Người được bà ấy giới thiệu thực ra là John Beverley, người sau này là Vicious. McLaren chấp thuận sự gia nhập muộn màng của Vicious, người hầu như không có kinh nghiệm gì với nhạc cụ mới của mình, chỉ với vẻ ngoài và danh tiếng của anh trong làng nhạc punk.

## Thành viên ban nhạc
| Thành viên chính thức - Johnny Rotten – hát chính (1975–1978, 1996–2001, 2002–2003, 2007–2008) - Steve Jones – guitar, hát đệm (1975–1978, 1996–2001, 2002–2003, 2007–2008) - Glen Matlock – bass, hát đệm (1975–1977, 1996–2001, 2002–2003, 2007–2008) - Paul Cook – trống (1975–1978, 1996–2001, 2002–2003, 2007–2008) - Sid Vicious – bass, hát đệm (1977–1978; mất năm 1979) | Khách mời Ngoài thành viên chính thức, nhiều nghệ sĩ khác cũng tham gia thu âm các bài hát cùng với Steve Jones và Paul Cook trong The Great Rock 'n' Roll Swindle: - Ronnie Biggs – hát chính trong "No One Is Innocent", "Belsen Was a Gas" - Edward Tudor-Pole – hát chính trong "The Great Rock 'n' Roll Swindle", "Who Killed Bambi?", "Rock Around the Clock" - Malcolm McLaren – hát chính trong "God Save The Queen (Symphony)", "You Need Hands" - Dave Goodman – bass trong "The Great Rock 'n' Roll Swindle" - Andy Allan – bass trong "Silly Thing (bản đĩa đơn)" |

## Danh sách đĩa nhạc

### Album phòng thu
| Năm  | Chi tiết album                                                          | Thứ hạng cao nhất | Thứ hạng cao nhất | Thứ hạng cao nhất | Thứ hạng cao nhất | Thứ hạng cao nhất | Thứ hạng cao nhất | Chứng nhận                        |
| Năm  | Chi tiết album                                                          | UK                | US                | SWE               | NOR               | ESP               | NZ                | Chứng nhận                        |
| ---- | ----------------------------------------------------------------------- | ----------------- | ----------------- | ----------------- | ----------------- | ----------------- | ----------------- | --------------------------------- |
| 1977 | Never Mind the Bollocks, Here's the Sex Pistols - Dạng: Album phòng thu | 1                 | 106               | 12                | 11                | 100               | 27                | - UK: 2 x Bạch kim - US: Bạch kim |

### Album khác
| Năm  | Chi tiết album                                                                 | Thứ hạng cao nhất | Thứ hạng cao nhất | Thứ hạng cao nhất | Thứ hạng cao nhất | Thứ hạng cao nhất | Thứ hạng cao nhất | Chứng nhận |
| Năm  | Chi tiết album                                                                 | UK                | US                | SWE               | NOR               | ESP               | NZ                | Chứng nhận |
| ---- | ------------------------------------------------------------------------------ | ----------------- | ----------------- | ----------------- | ----------------- | ----------------- | ----------------- | ---------- |
| 1977 | Spunk a - Dạng: Những bản thu ban đầu cho album; được tiết lộ bởi Dave Goodman | –                 | –                 | –                 | –                 | –                 | –                 |            |
| 1979 | The Great Rock 'n' Roll Swindle - Dạng: Soundtrack nhiều nghệ sĩ               | 7                 | –                 | –                 | –                 | –                 | 26                | - UK: Vàng |
| 1979 | Some Product: Carri on Sex Pistols - Dạng: Phỏng vấn và quảng cáo trên radio   | 6                 | –                 | –                 | –                 | –                 | –                 | - UK: Bạc  |
| 1980 | Flogging a Dead Horse - Dạng: Tổng hợp                                         | 23                | –                 | –                 | –                 | –                 | 49                | - UK: Bạc  |
| 1980 | Sex Pack - Dạng: Tổng hợp                                                      | –                 | –                 | –                 | –                 | –                 | –                 |            |
| 1985 | Anarchy in the UK: Live at the 76 Club b - Dạng: Live                          | –                 | –                 | –                 | –                 | –                 | –                 |            |
| 1992 | Kiss This - Dạng: Tổng hợp                                                     | 10                | –                 | 46                | –                 | –                 | –                 | - UK: Vàng |
| 1993 | Early Daze - Dạng: Tổng hợp                                                    |                   |                   |                   |                   |                   |                   |            |
| 1996 | Filthy Lucre Live - Dạng: Live                                                 | 26                | –                 | –                 | –                 | –                 | –                 |            |
| 2001 | Live at Winterland 1978 - Dạng: Live                                           | –                 | –                 | –                 | –                 | –                 | –                 |            |
| 2002 | Jubilee - Dạng: Tổng hợp                                                       | 29                | –                 | –                 | –                 | –                 | –                 |            |
| 2002 | Sex Pistols - Dạng: Tổng hợp (box set)                                         | –                 | –                 | –                 | –                 | –                 | –                 |            |
| 2004 | Raw and Live - Dạng: Live                                                      | –                 | –                 | –                 | –                 | –                 | –                 |            |
| 2008 | Agents of Anarchy - Dạng: Tổng hợp                                             | –                 | –                 | –                 | –                 | –                 | –                 |            |
| 2008 | Live & Filthy - Dạng: Live                                                     | –                 | –                 | –                 | –                 | –                 | –                 |            |

- ^a  Bản lậu phát hành năm 1977; bản chính thức phát hành năm 1996, như một phần của Spunk/This Is Crap, đính kèm CD cùng Never Mind the Bollocks bản tái phát hành; bản chính thức độc lập phát hành năm 2006.
- ^b  Bản lậu phát hành năm 1985; bản chính thức phát hành năm 2001.

### Đĩa đơn
| Năm  | Đĩa đơn                                    | UK Singles Chart |
| ---- | ------------------------------------------ | ---------------- |
| 1976 | "Anarchy in the U.K."                      | 38               |
| 1977 | "God Save the Queen"                       | 2                |
| 1977 | "Pretty Vacant"                            | 6                |
| 1977 | "Holidays in the Sun"                      | 8                |
| 1978 | "No One Is Innocent"/"My Way"              | 7                |
| 1979 | "Something Else"/"Friggin' in the Riggin'" | 3                |
| 1979 | "Silly Thing"/"Who Killed Bambi?" c        | 6                |
| 1979 | "C'mon Everybody"                          | 3                |
| 1979 | "The Great Rock 'n' Roll Swindle"          | 21               |
| 1980 | "(I'm Not Your) Steppin' Stone"            | 21               |
| 1980 | "Black Leather"/"Here We Go Again"         | —                |
| 1981 | "Who Killed Bambi?" c                      | —                |
| 1992 | "Anarchy in the U.K." (tái phát hành)      | 33               |
| 1992 | "Pretty Vacant" (tái phát hành)            | 56               |
| 1996 | "Pretty Vacant" (live)                     | 18               |
| 2002 | "God Save the Queen" (tái phát hành)       | 15               |
| 2007 | "Anarchy in the UK" (tái phát hành lần 2)  | 70               |
| 2007 | "God Save the Queen" (tái phát hành lần 2) | 42               |
| 2007 | "Pretty Vacant" (tái phát hành lần 2)      | 65               |
| 2007 | "Holidays in the Sun" (tái phát hành)      | 74               |

- ^c  Được ghi nhận dưới tên "Ten Pole Tudor và Sex Pistols".